# Pediculaster
Pediculaster är ett släkte av spindeldjur som beskrevs av Vitzthum 1931. Pediculaster ingår i familjen Siteroptidae.
Släktet innehåller bara arten Pediculaster permagnus.